# スウェーデン王立美術院

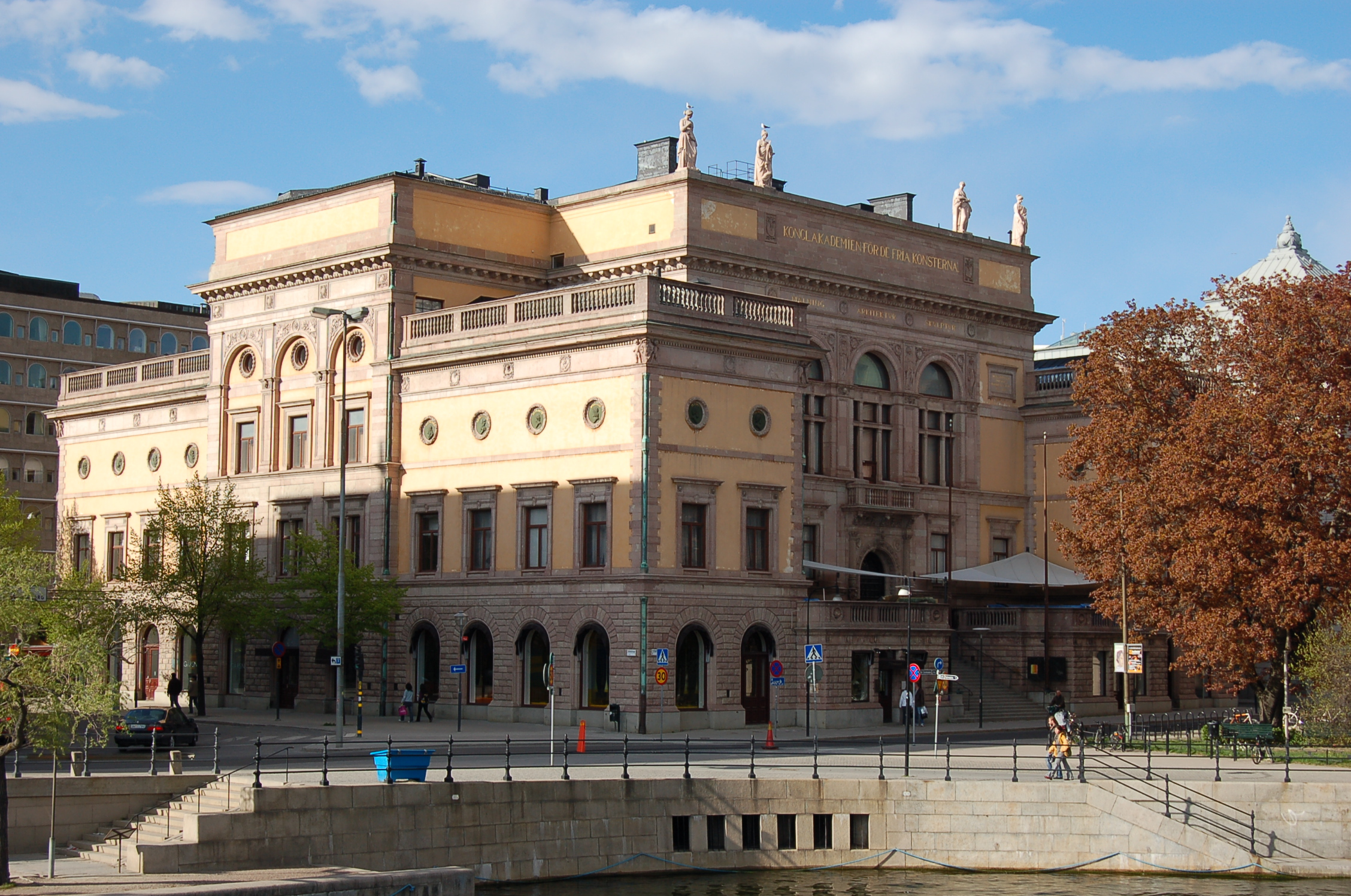
スウェーデン王立美術院

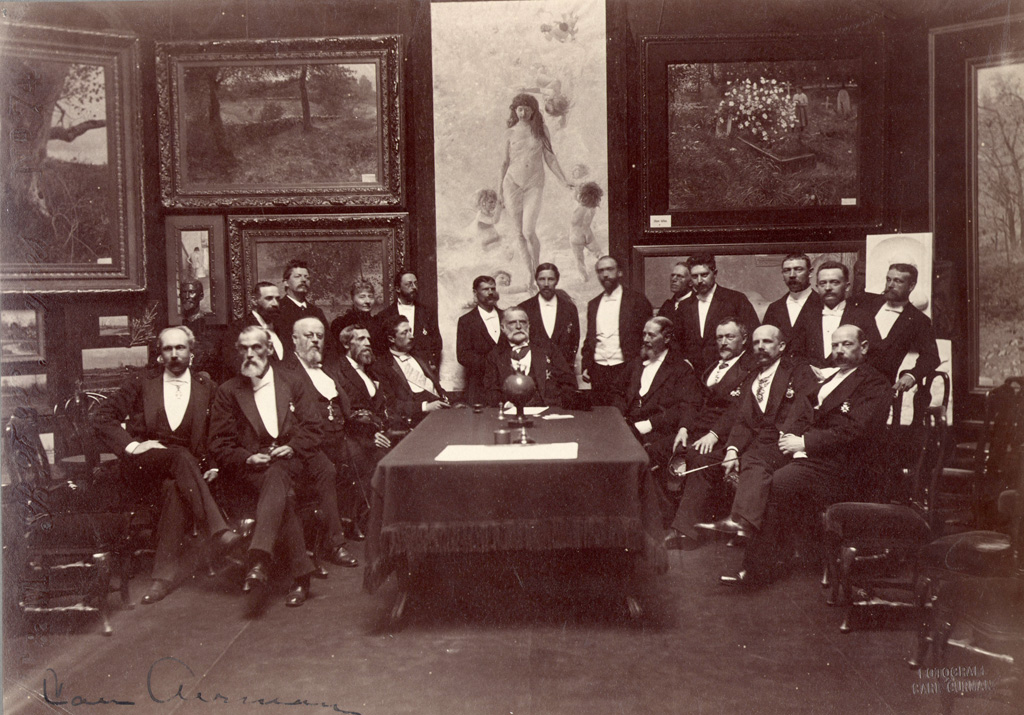
1889年のアカデミー

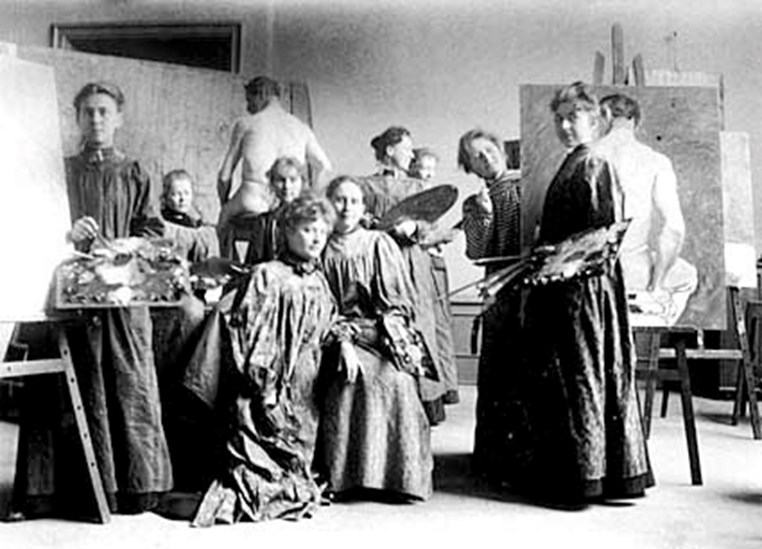
1890年の女子学生達

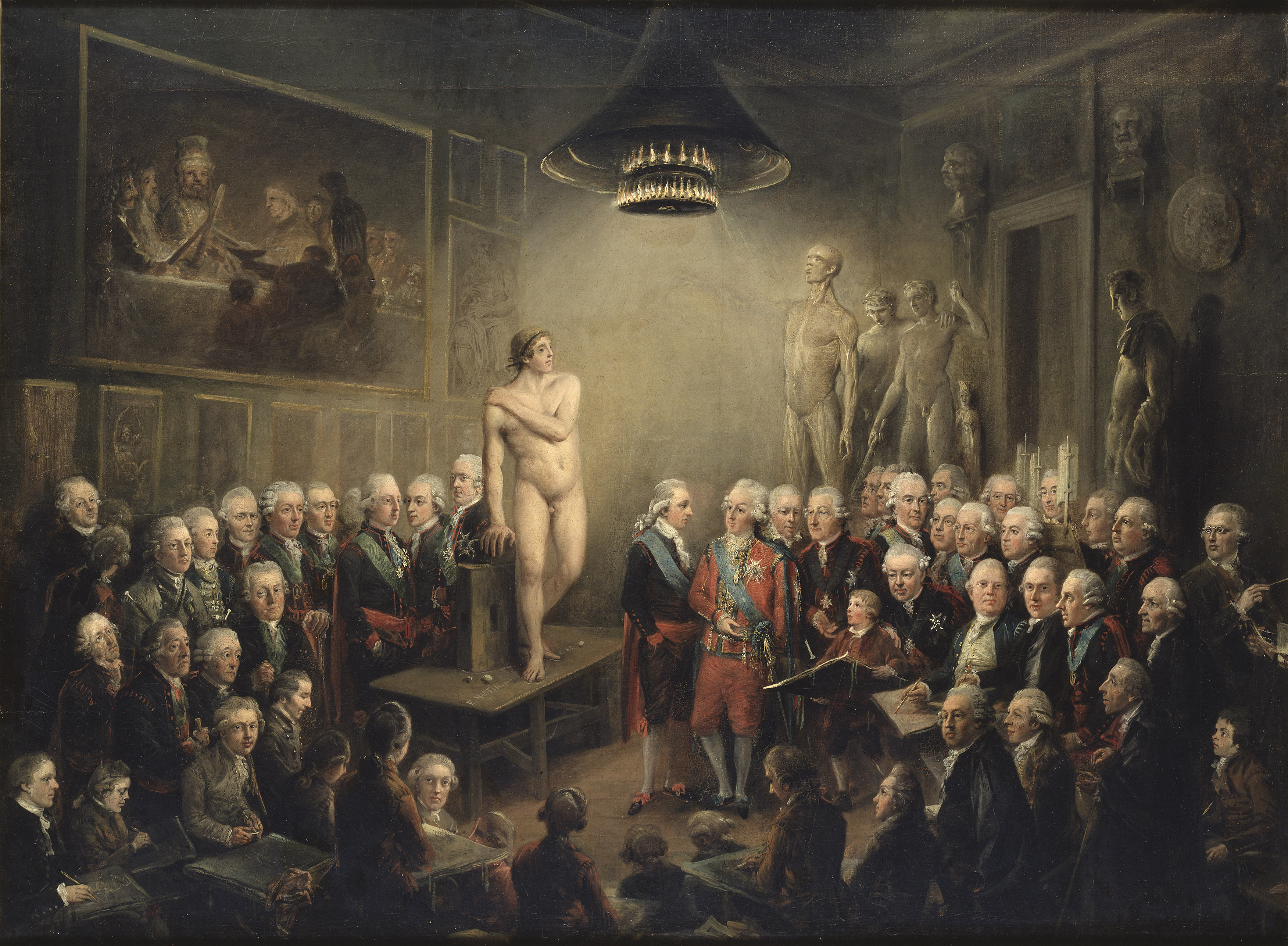
グスタフ3世のアカデミー来訪を描いたElias Martinの絵画

スウェーデン王立美術院または王立美術アカデミー（スウェーデン語:Kungliga Akademien för de fria konsterna）はスウェーデンの美術アカデミーである。1735年に "Kongliga Ritarakademien"（王立アカデミー委員会）として創立され、1810年にKungliga Akademien för de fria konsternaという名前になった。アカデミーは「王立美術研究所」（Kungliga Konsthögskolan）という教育機関を1978年まで運営した。

## 歴史
ストックホルム宮殿の再建を行った小ニコデムス・テッシンの息子で、その監督を引き継いだ政治家のカール・グスタフ・テッシンによって、人材の育成のために設立された。1735年5月に、"Kongliga Ritarakademien"として絵画学校が設立された。
フランス出身の画家、ギョーム・タラヴァルがモデルを使って少人数の生徒を教えたのに始まった。最初の生徒にはヨハン・パッシュ（Johan Pasch）らがいた。手本となったのはフランスの芸術アカデミーであり、著名な画家や美術愛好家が集まる場所が作られた。タラヴァルの他、テッシン、建築家のホーレマン（Carl Hårleman）が設立メンバーとなった。教師は、初期の生徒であったパッシュやフランス生まれの彫刻家のブーシャルド（Jacques-Philippe Bouchardo）、ドイツ生まれの肖像画家ヨハン・ヘンリク・シェッフェル、宮廷画家のオロフ・アレニウスらが務めた。
1766年に議会の承認を受けて規模が拡大されることになり1768年に建築家のアデルクランツ（Carl Fredrik Adelcrantz）が、会議を招集し、名称を王立絵画彫刻アカデミー（Kongliga Målar- och bildhuggarakademien）に変更し、校長にはフランス出身の彫刻家、ピエール・ユベール・ラルシュヴェック（Pierre Hubert L'Archevêque）を選び、版画家のPer Flodingが事務局長となった。同時に名誉会員として王族が選ばれ、12人の名誉会員と50人の国内会員が選ばれた。国王グスタフ3世によって最初の規約が定められた。対象の分野は建築、作図法、解剖学や遠近法理論、文化史なども含まれていた。 18世紀後半には、著名な彫刻家、ユーハン・トービアス・セルゲルらも会員となった。デンマークの宮廷画家を務めた後、帰国したカール・グスタフ・ピロが1777年に校長に任じられた。1810年に名称が王立美術院（Kungliga Akademien för de fria konsterna）と改められた。 
1832年に停滞していたアカデミーの展覧会に変わる組織として、ストックホルム美術協会（Stockholms konstförening）が結成された。1880年にはフランスで教育を受けた若い芸術家たちによって "Opponenterna"という反アカデミーのグループが作られた。
当初から、女性は会員に選ばれることができたが、女子学生が授業を受けるには許可が必要であった。1849年に アマーリア・リンドグレーンらの4人の女性画家が、特別学生として美術院の授業を受けた。1864年になって女性のためのコースが開かれ、その年は18人の女子学生が教育を受けた。
その他に特筆される美術院の教師にはケーラー（Johan Gustaf Köhler:806-1881)や、解剖学の教授で、歴史的に重要な写真を残したクルマン（Carl Curman:1833-1913)らがいる。
1978年に美術学校は美術アカデミーから分離され、教育省の管轄に移された。